# Timber Pines
Timber Pines ist  ein census-designated place (CDP) im Hernando County im US-Bundesstaat Florida.
Das U.S. Census Bureau hat bei der Volkszählung 2020 eine Einwohnerzahl von 5163 ermittelt.

## Geographie
Timber Pines liegt rund 25 Kilometer südwestlich von Brooksville sowie etwa 60 Kilometer nördlich von Tampa. Der CDP wird vom U.S. Highway 19 tangiert.

## Demographische Daten
Laut der Volkszählung 2010 verteilten sich die damaligen 5386 Einwohner auf 3902 Haushalte. Die Bevölkerungsdichte lag bei 868,7 Einw./km². 98,7 % der Bevölkerung bezeichneten sich als Weiße, 0,3 % als Afroamerikaner und 0,4 % als Asian Americans. 0,2 % gaben die Angehörigkeit zu einer anderen Ethnie und 0,3 % zu mehreren Ethnien an. 1,4 % der Bevölkerung bestand aus Hispanics oder Latinos.
Im Jahr 2010 lebten in 1,1 % aller Haushalte Kinder unter 18 Jahren sowie 92,1 % aller Haushalte Personen mit mindestens 65 Jahren. 59,8 % der Haushalte waren Familienhaushalte (bestehend aus verheirateten Paaren mit oder ohne Nachkommen bzw. einem Elternteil mit Nachkomme). Die durchschnittliche Größe eines Haushalts lag bei 1,67 Personen und die durchschnittliche Familiengröße bei 2,06 Personen.
1,3 % der Bevölkerung waren jünger als 20 Jahre, 1,7 % waren 20 bis 39 Jahre alt, 4,7 % waren 40 bis 59 Jahre alt und 92,4 % waren mindestens 60 Jahre alt. Das mittlere Alter betrug 76 Jahre. 44,4 % der Bevölkerung waren männlich und 55,6 % weiblich.
Das durchschnittliche Jahreseinkommen lag bei 44.170 $, dabei lebten 5,7 % der Bevölkerung unter der Armutsgrenze.
Im Jahr 2000 war englisch die Muttersprache von 96,86 % der Bevölkerung, italienisch sprachen 1,31 % und 1,83 % hatten eine andere Muttersprache.